# 六群比丘
六群比丘（ろくぐんびく、巴: Chabbaggiya-bhikkhū）とは、釈迦の弟子の中で、悪事や非法行為を働き、釈迦や弟子などを困らせたとされる六人をいう。釈迦の僧団において多くの戒律が制定されたのは彼らのためといわれる。なお『摩訶僧祇律』7では、彼らを提婆達多派の徒とする。

## チャンナ
チャンナ（Chanda、音写：闡陀、闡那、闡怒、車匿など、訳：楽欲）
釈迦が出家する際に馬丁を務めた。彼はよく悪口を言っていたが仏滅後に悟ったという。

## ラールダーイ
ラールダーイ（Laaludaayii もしくは Udaayin、音写：迦留陀夷＝かるだい、鄔陀夷＝うだい、迦留因夷など）、仏典には多く1.ウダーイ、2.迦留陀夷（カールダーイ）、3.ラールダーイの名が登場し混同されやすい。特に2と3がよく混同されるが、同一人物と見る人、あるいは別人と見る人と差異があり必ずしも一定しない。本項においては悪事・破戒行為について記録がある人物を主に挙げる。
- 在家に吉事の時に不吉な偈、また不吉な時には吉の偈を誦し、仏に叱られ、彼の本生譚として、昔、Aggidattaというバラモンにて言うべき所にその語を誤り、子供のSomadattaに救われた、と明かされた。
- 人々が舎利弗や目連の説法を賞賛するのを聞き、彼は「我の説法を聞けば如何に賞賛するであろうか」といって、皆を高座に上らせたが、一句も聞かず、仏はこれを知り、糞に塗れた豚に比して彼を叱ったという。
- Pasuuraという遊行者が、舎利弗に論破せられて後、ウダーイの相好堂々たるを見て大智慧を持つ人と誤解し、彼について出家したが、後に彼の愚かさを知り、また慢心を生じて仏に議論を挑まんとした。
- 多婬だったといわれる。

彼は多くの仏典で過ぎた発言や非法行為が述べられており枚挙に暇がない。後に悟ったが、賊のために殺され糞の中に埋められた。

## ナンダ
ナンダ（Nanda、音写：難陀、三文（陀）達多、難途など、訳：歓喜）、孫陀羅難陀と同一人物と見る向きもあるが仏典には多く「難陀」の名が登場するので別人とされる。鼻奈耶3では釈迦族の人とし、難陀と跋難陀（次項の鄔波難陀）は常に対すという。
他の比丘の犯罪を在家の人にすっぱ抜くなどした。鄔波難陀は彼の弟とされる。

## ウパナンダ
ウパナンダ（Upananda、音写：鄔波難陀、摩醯沙達多、跋難陀、訳：賢歓喜）、釈迦族出身。
- Kannttaka（あるいはKannddaka）、Mahakaという2人の沙弥（年少の比丘）を養い、沙弥らは互いに汚して仏に叱られ、二人の沙弥を養う事を禁じた。
- 在家の姑と嫁に説法したために、与女人説法過限戒を制定された（他の律では、これはウダーイとする）。
- 比丘を伴い遊行して精舎に宿したが、一比丘は階下、彼は階上に宿した。彼はその比丘に悪意をもって、脱脚の床上に乱暴に腰を下ろし、その脚が抜けて落ちて比丘の頭を傷つけたことがある。
- 如法の心をもって比丘尼を教誨せず、飲食の為に教誨すると讒謗して、仏から比丘が飲食のために比丘尼に教誨すると言えば、それは波逸提であると制定された。
- コーサラ国の波斯匿王とその地に安居することを約束したが守らず、他の布施が多い所へ行ったので王が怒って彼を罵ったので、仏は彼を叱ったという。説法せず巧みに衆人より衣の供養を受けて貯え、雨期には雨時衣の施が多い所へ移り安居し、2人の比丘が衣を争うのを見て、彼らからどちらが正しいか裁断してくれと頼まれ、その毛布を奪った。

欲が多くて智慧が足りない人だったといわれる。

## アッサジ
アッサジ（Assaji、音写：阿説迦など、訳：馬宿、馬師）
満宿と共に行動することが多かった。共に目連の弟子。目連が執杖梵士に殺されたのを怒り、満宿と共にその梵士を殺した。また彼は舎利弗の共住者ともいわれる。花木を植える等の非行をして衣食したので、仏の命により舎利弗と目連が来て教誨した。

## プナッバス
プナッバス（Punabbasu　音写：補捺婆素迦、訳：満宿、満師）
- 馬宿と共にカーシー国のKittaagiri町に住して、釈迦仏が一日一食の制を設けたことに不満の意を表し、後に悔いて仏に謝った。
- 種々悪事を働き在家を汚した為に、僧殘第13を制した。
- 幽蘭精舎に住して房舎などを分って、客比丘に与えず釈迦仏より呵責された。

馬宿と共に龍身を受けて12年後、増喜城の側の一大池に現れ「仏、我らの為に説法し給わざるがゆえにこの悪趣に堕ちた。仏の教法を破壊すべし」と悪念を抱いたが、仏は「この二毒龍、我が教法を破壊すべし」と思念して、説法しようとしたが、了解し得ず共に水中に没した。